# Светска серија 2023.
Светска серија 2023 се играла између Тексас ренџерса и Аризона дајмондбекса у периоду од 27. октобра до 1. новембра 2023. Ово је била укупно 119. светска серија по реду, и играла се на 4 добијене утакмице. Због бољег учинка у регуларној сезони, Ренџерси су имали предност домаћег терена.
После 5 утакмица Ренџерси су победили Дајмондбексе 4:1 и освојили своју прву Светску серију из трећег покушаја. МВП серије је био шортстоп (пресретач, међубазни играч) Ренџерса Кори Сигер, коме је то друго звање након 2020.
У Србији је Арена спорт преносила ову серију.

## Претходни наступи у Светским серијама
| Клуб                 | Претходни наступи у финалима (подебљане године означавају победника те године) |
| -------------------- | ------------------------------------------------------------------------------ |
| Тексас ренџерси      | 2 (2010, 2011)                                                                 |
| Аризона дајмондбекси | 1 (2001)                                                                       |

Тексас ренџерси су два пута играли светску серију, 2010. и 2011, и оба пута су изгубили. Аризона дајмондбекси држе рекорд у МЛБ-у као екипа која је најбрже по основању освојила светску серију, пошто су основани 1998, а већ 2001. су победили Њујорк јенкисе за своју прву титулу. До ове серије је од тада нису поново играли.

## Стадиони
| Арлингтон         | Глоуб лајф филдЧејс центар Дворане у Светској серији 2023. на карти САД (Аљаска и Хаваји нису приказани). | Финикс            |
| Глоуб лајф филд   | Глоуб лајф филдЧејс центар Дворане у Светској серији 2023. на карти САД (Аљаска и Хаваји нису приказани). | Чејс филд         |
| Капацитет: 40.300 | Глоуб лајф филдЧејс центар Дворане у Светској серији 2023. на карти САД (Аљаска и Хаваји нису приказани). | Капацитет: 48.405 |
|                   | Глоуб лајф филдЧејс центар Дворане у Светској серији 2023. на карти САД (Аљаска и Хаваји нису приказани). |                   |

## Утакмице

### Прва утакмица
| Екипа                | 1 | 2 | 3 | 4 | 5 | 6 | 7 | 8 | 9 | 10 | 11 | R | H | E |
| -------------------- | - | - | - | - | - | - | - | - | - | -- | -- | - | - | - |
| Тексас ренџерси      | 2 | 0 | 1 | 0 | 0 | 0 | 0 | 0 | 2 | 0  | 1  | 6 | 9 | 0 |
| Аризона дајмондбекси | 0 | 0 | 3 | 1 | 1 | 0 | 0 | 0 | 0 | 0  | 1  | 5 | 8 | 0 |

### Друга утакмица
| Екипа                | 1 | 2 | 3 | 4 | 5 | 6 | 7 | 8 | 9 | R | H  | E |
| -------------------- | - | - | - | - | - | - | - | - | - | - | -- | - |
| Тексас ренџерси      | 0 | 0 | 0 | 0 | 1 | 0 | 0 | 0 | 0 | 1 | 4  | 0 |
| Аризона дајмондбекси | 0 | 0 | 0 | 2 | 0 | 0 | 2 | 3 | 2 | 9 | 16 | 0 |

### Трећа утакмица
| Екипа                | 1 | 2 | 3 | 4 | 5 | 6 | 7 | 8 | 9 | R | H | E |
| -------------------- | - | - | - | - | - | - | - | - | - | - | - | - |
| Аризона дајмондбекси | 0 | 0 | 0 | 0 | 0 | 0 | 0 | 1 | 0 | 1 | 6 | 0 |
| Тексас ренџерси      | 0 | 0 | 3 | 0 | 0 | 0 | 0 | 0 | 0 | 3 | 5 | 0 |

Пре ове утакмице су Тексас ренџерси били непоражени на гостујућем терену. Ово је прва утакмица Светске серије која се играла на овом стадиону после 21 године и утакмице против Њујорк јенкиса. Стартер је Ренџерсе је био ветеран Макс Шерзер, док је за Дајмондбексе играо руки Брендон Фат. Прво свечано бацање је бацио Ренди Џонсон, бацач који је са Аризоном освојио Светску серију 2001, а хватао га је Луис Гонзалес, који је својим поготком за базу и ОПК-ом освојио титулу за њих.
Аризона је могла да прва дође до вођства на утакмици, али је у другој смени (инингу) Кристијан Вокер био избачен на кућној бази, пошто претходно није видео знак тренера на трећој бази да стане тамо приликом трчања. У првом делу треће смене су са два избачена играча Ренџерси преко Семијена постигли поен, да би одмах после њега Кори Сигер постигао хоумран од 2 поена. У другом делу треће смене се Шерзер повредио, па је уместо њега у игру ушао бивши стартер Џон Греј. Он је одрадио 3 смене приликом којих није дао противнику ниједан поен, а дозволио је само један погодак за базу уз 3 испуцавања (страјкаутова). Једине поене за Дајмондбексе је постигао Емануел Ривера на асистенцију (ОПК, RBI) Хералда Пердома у осмој смени, када је Аролдис Чепман бацао за Тексас. Затварач Хозе Леклерк је у деветој смени успешно сачувао вођство избацивши 3 од 3 ударача. На првом ударачу је судија имао једну приметну грешку када је за лоптицу која је приметно унутар страјк зоне (ударачеве мете) рекао да је била промашај (ball), да би при рачуну у бацањима 3:1 лоптицу која је била приметно изван мете са леве стране бацача прогласио за страјк (погодак), што је наишло на негативну реакцију ударача који је мислио да је освојио прву базу.

### Четврта утакмица
| Екипа                | 1 | 2 | 3 | 4 | 5 | 6 | 7 | 8 | 9 | R  | H  | E |
| -------------------- | - | - | - | - | - | - | - | - | - | -- | -- | - |
| Аризона дајмондбекси | 0 | 0 | 0 | 1 | 0 | 0 | 0 | 4 | 2 | 7  | 12 | 1 |
| Тексас ренџерси      | 0 | 5 | 5 | 0 | 0 | 0 | 0 | 1 | 0 | 11 | 11 | 0 |

Због тога што ниједна екипа нема одморног стартера за четврту утакмицу, очекује се да ће обе екипе играти са отвореним кавезом (bullpen game). У савременом МЛБ-у се стартни бацач одмара 5 дана, што би значило да су за пету утакмицу одмори и Нејтан Евалди за Ренџерсе, и Зек Гален за Аризону. У савременом МЛБ-у се од стартера углавном очекује да одради 6 смена (ининга) или да баци око 100 бацања, док у утакмици са отвореним кавезом сваки бацач одради највише 2, евентуално 3 смене. Ренџерси су најавили да ће Ендру Хини започети утакмицу, док су Дајмондбекси најавили Џоа Ментиплаја. Химну пред почетак утакмице ће отпевати кантри певачица Мики Гајтон, док ће почасно прво бацање извести бивши студент Универзитета у Аризони и успешни голфер Џон Рам.

### Пета утакмица
| Екипа                | 1 | 2 | 3 | 4 | 5 | 6 | 7 | 8 | 9 | R | H | E |
| -------------------- | - | - | - | - | - | - | - | - | - | - | - | - |
| Аризона дајмондбекси | 0 | 0 | 0 | 0 | 0 | 0 | 0 | 0 | 0 | 0 | 5 | 1 |
| Тексас ренџерси      | 0 | 0 | 0 | 0 | 0 | 0 | 1 | 0 | 4 | 5 | 9 | 0 |